# Carex acuta
El Càrex agut (Carex acuta) és una espècie de planta herbàcia pertanyent a la família Cyperaceae.

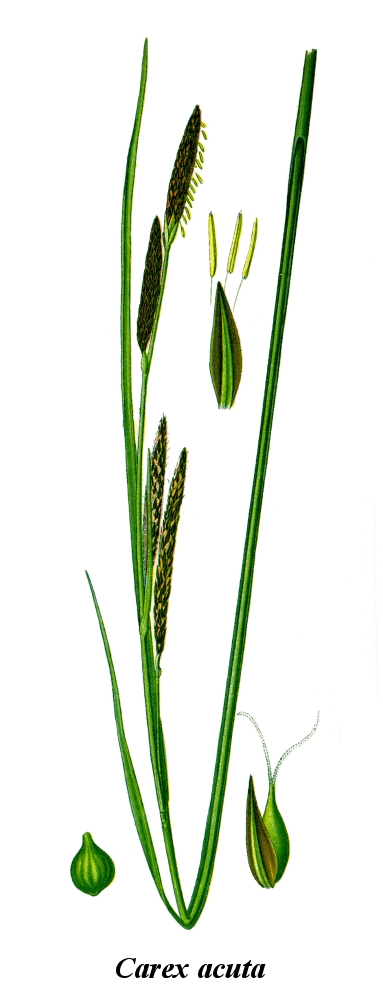
Il·lustració

## Descripció
És una planta herbàcia perenne que arriba a fer de 30 a 150 centímetres d'altura. Forma poblacions amb molts espolons subterranis (rizomes). Les seves extremitats són molt llargues de color fosc. L'arrel principal té una massa de molts nervis, forts. El diàmetre de la més gruixuda de les arrels és d'1,5 a 2 mil·límetres. Les fulles són de color verd o gris-verd, molt aspres. Tenen al voltant de 5 mm a 10 mm mil·límetres d'ample i uns 20 centímetres de llarg. La lígula és de color marró.

## Hàbitat
Es poden trobar cada vegada més en els marges dels rius i llacs en les eco-regions paleàrtiques terrestres en sòls entollats, alcalins o lleugerament àcids i en depressions de sòl mineral.

## Distribució
Carex acuta no tolera la perllongada dessecació. La comunitat es distribueix, en particular, en el nord de França, els Països Baixos, Europa central cap al sud fins a les valls de Sava i Drava de Croàcia, el nord de la vall Morava de Sèrbia i Romania, al nord de Polònia, el districte de Kaliningrad, Lituània i Letònia, en el sud d'Escandinàvia, en la conca del Dnieper del nord d'Ucraïna i el sud de Belarús, en la part baixa de la vall del Volga.
També viu als Països Catalans, encara que és força rar, en aiguamolls i vores d'estanys de la terra baixa mediterrània, al Vallespir, l'Empordà i també al País Valencià, a les comarques de l'Alt Palància i la Marina Baixa.

## Taxonomia
Carex acuta va ser descrita per Carl von Linné i publicat a Species Plantarum 2: 978. 1753.
Etimologia
Carex: nom genèric que podria derivar del grec kairo, que significa "llastimar", relacionat amb les fulles tallants que posseeixen aquestes plantes.
acuta; epítet llatí que significa "afilada".
Sinonímia
| - Carex acuta var. amblylepis (Peterm.) Nyman - Carex acuta amblylepis Peterm. - Carex acuta dioica Peterm. - Carex acuta forma graciliflora Legrand - Carex acuta forma gracilis (Curtis) Sanio - Carex acuta var. intermèdia Èelak. - Carex acuta var. moenchiana (Wender.) Nyman - Carex acuta forma pedicellata Peterm. - Carex acuta var. prolixa (Fr.) Hartm. - Carex acuta subsp. prolixa (Fr.) Nyman - Carex acuta var. sparsiflora Dewey - Carex acuta forma tourangiana (Boreau) Sanio - Carex acuta var. tricostata (Fr.) Crép. - Carex acuta forma vaginata Peterm. - Carex ambigua Moench - Carex cespitosa var. gracilis (Curtis) Fiori - Carex corynophora Peterm. - Carex cunninghamii Boott - Carex dichroandra V.I.Krecz. - Carex elata subsp. mauritanica (Boiss. & Reut.) A.Galán - Carex fuscovaginata Kük. - Carex graciliformis V.I.Krecz. - Carex gracilis Curtis - Carex gracilis forma amblylepis (Peterm.) Asch. & Graebn. - Carex gracilis var. angustifolia Kük. - Carex gracilis var. approximata Kük. exJunge - Carex gracilis forma brachystachya Kük. - Carex gracilis forma corynophora (Peterm.) Kük. - Carex gracilis subsp. corynophora Asch. & Graebn. - Carex gracilis lusus dioica (Peterm.) Soó - Carex gracilis subsp. erecta Kük. - Carex gracilis subsp. eugracilis Kük. - Carex gracilis forma graciliflora (Legrand) Soó - Carex gracilis var. humilis Kük. - Carex gracilis subsp. intermèdia (Èelak.) Soó - Carex gracilis var. libanotica Kük. | - Carex gracilis forma pedicellata (Peterm.) Soó - Carex gracilis forma podperae Soó - Carex gracilis var. rudis (Wimm.) Kük. - Carex gracilis forma rudis (Wimm.) Kük. - Carex gracilis forma seminuda (Beck) Kük. - Carex gracilis var. strictifolia (Opiz exNyman) Asch. - Carex gracilis var. tricostata (Fr.) Asch. - Carex gracilis forma vaginata (Peterm.) Soó - Carex lilibaea Lojac. - Carex mauritanica Boiss. & Reut. - Carex moenchiana Wender. - Carex podperae Otruba - Carex pratensis Hosé - Carex prolixa Fr. - Carex pulchella Nyl. exTrevir - Carex recurva Willd. exKunth - Carex riparia Moench exSteud. - Carex rudis Wimm. - Carex rufa var. seminuda Beck - Carex sareptana V.I.Krecz. - Carex schummelii Siegert - Carex strictifolia Opiz exNyman - Carex touranginiana Boreau - Carex tricostata Fr. - Carex tricostata var. schummelii (Siegert) Nyman - Carex virens Thuill. - Carex virginiana Woods - Carex virginica Steud. - Carex wimmeri Steud. - Osculisa acuta (L.) Raf. - Vignantha acuta (L.) Schur - Vignantha moenchiana (Wender.) Schur - Vignantha prolixa (Fr.) Fourr. - Vignantha touranginiana (Boreau) Fourr. - Vignea acuta (L.) Rchb. - Vignea moenchiana (Wender.) Rchb. - Vignea strictifolia Opiz |

## Nom comú
- Castellà: lastones.[9]